# IN.SI.DIA
Gli IN.SI.DIA sono un gruppo thrash metal italiano originario di Brescia, fondato nel 1987 con il nome Inviolacy, scioltosi nel 1997 e nuovamente attivo dal 2013.

## Storia
La band si è formata nel 1987 con il nome Inviolacy. Nel 1991, gli Inviolacy registrarono in studio il loro primo demo, autoprodotto, No Compromises!!!. La band fu notata da Omar Pedrini, con il quale, in veste di produttore, si recarono agli Psycho Studio di Milano per registrare il loro album di debutto, pubblicato nel settembre 1993 con il nome Istinto e rabbia per la Polydor. A questo punto viene deciso di cambiare il nome in IN.SI.DIA: la scelta è conseguenza del cambio della lingua dei testi (tutti i brani dell'album sono in italiano), e di avere un nome più immediato. Nello stesso anno registrano il videoclip del singolo Parla… Parla. L'album viene accolto con entusiasmo dalla critica e dal pubblico a livello nazionale e internazionale, e supportato da un tour in tutta Italia. Nel 1995 la band, negli Highland Studios di Milano, registrarono il loro secondo album, Guarda dentro te. Nel 1997 gli IN.SI.DIA entrarono in studio per comporre nuovi brani, ma dissidi tra i componenti portarono il gruppo a sciogliersi. Nel corso degli anni successivi si parla di una reunion, che avviene solo nel 2013. Dopo i nuovi impegni live, seguiranno altri album in studio a partire da Denso Inganno del 2017.

## Membri
Formazione dell'ultimo album Di luce e d'aria (2022):
- Manuele Merigo, chitarra
- Fabio Lorini, basso e voce
- Paolo Pirola, batteria
- Alessandro Venzi, chitarra

Ex componenti:
- Alberto Gaspari, batteria
- Bruno Fregoni, batteria
- Riccardo Panni, voce e chitarra ritmica

## Discografia
Come Inviolacy:
- 1991 – Live Tape '91, demo registrato dal vivo[4]
- 1991 – No Compromises!!!, demo EP registrato in studio[5]

Come IN.SI.DIA
- 1993 – Istinto e rabbia[6]
- 1995 – Guarda dentro te[7]
- 2012 – Istinto e rabbia/Guarda dentro te, raccolta dei precedenti due album[8]
- 2017 – Denso Inganno[9]
- 2022 – Di luce e d'aria[10]